# Juan Stone
San Juan Stone ( ¿? -  Canterbury, 27 de diciembre de 1539) es un santo y mártir inglés agustino de la Iglesia católica que fue condenado a muerte como consecuencia de su fidelidad al Papa al negarse a jurar fidelidad al Rey Enrique VIII como jefe y cabeza de la Iglesia de Inglaterra.

## Biografía
No se tiene conocimiento del lugar de nacimiento, educación o vida de Juan Stone antes de su martirio; solo se sabe que fue un monje y sacerdote Agustino que vivió en el convento de Canterbury hasta su encarcelamiento. Las distintas diferencias entre el Rey Enrique VIII y el Papa Clemente VII llevaron, entre otras consecuencias, a que el Parlamento de Inglaterra en 1534 dictara el Acta de Supremacía; ley por la que se proclamó al Monarca Británico como jefe supremo de la Iglesia de Inglaterra. Con ella comenzaron las persecuciones a los miembros de la Iglesia.
El 14 de diciembre de 1538 Juan Stone recibió, junto con el Prior agustinos y los demás monjes del convento de Canterbury, la orden del rey que clausuraba la casa y les obliga a prestar un juramento de fidelidad al monarca, en franca desobediencia al Papa, acto que, de aceptarlo, los sometía a la excomunión Latae sententiae por el delito de apostasía. El documento fue presentado por el dominico Richard Ingworth, obispo de Dover.
A los religiosos les quedaban tres posibilidades: o bien juraban fidelidad al rey, o se negaban a jurar fidelidad al monarca quedándole en este caso dos opciones: huir de Inglaterra o ser encarcelados. Si bien todos los monjes firmaron el Acta de Supremacía, Juan Stone voluntariamente decidió negarse a prestar juramento al rey. 
El obispo de Dover lo aisló durante un año con el fin que abjurara de su posición pero nunca logró su objetivo. 
Fue detenido y luego encarcelado en la Torre de Londres; obligado a comparecer ante el consejero privado del rey Enrique, Thomas Cromwell, mantuvo su postura. Su obediencia al romano pontífice fue categórica al sostener que el rey:

no podía ser cabeza de la Iglesia en Inglaterra, debiendo serlo un padre espiritual nombrado por Dios.

Fue sometido a juicio por traición por su férrea defensa a la unidad de la Iglesia y posteriormente fue condenado a muerte.
El padre Juan Stone murió ahorcado en una plaza de Canterbury, el 27 de diciembre de 1539. Luego de su ahorcamiento, su corazón fue arrancado del cuerpo, le cortaron la y miembros y los pusieron en una caldera de aceite hirviendo y más tarde los expusieron a las puertas de la ciudad para escarmiento del pueblo.
Fue beatificado por el papa León XIII en 1886 y canonizado por el papa Pablo VI el 25 de octubre de 1970 junto con otros treinta y nueve mártires ingleses. 

La Iglesia y el mundo de hoy tienen suma necesidad de estos hombres y mujeres, de toda condición y estado de vida, sacerdotes, religiosos y laicos, porque únicamente personas de una estatura y santidad así, serán capaces de cambiar el rostro atormentado de nuestro mundo y de conducirlo por los caminos de la paz deseada íntimamente, aunque no siempre de modo consciente, por todo ser humano.